# كارستن فريس يوهانسن
كارستن فريس يوهانسن (بالدنماركية: Karsten Friis Johansen)‏ هو أستاذ جامعي وفيلسوف دنماركي، ولد في 1930، وتوفي في 29 يوليو 2010.